# Sessums Glacier
Sessums Glacier är en glaciär i Antarktis. Den ligger i Västantarktis. Inget land gör anspråk på området. Sessums Glacier ligger 266 meter över havet.
Terrängen runt Sessums Glacier är huvudsakligen kuperad, men den allra närmaste omgivningen är platt. Trakten är obefolkad. Det finns inga samhällen i närheten.